# Ooievaars
Ooievaars (Ciconiidae) zijn een familie van vogels uit de orde van de ooievaarachtigen. 

## Kenmerken
Ooievaars zijn een groep grote vogels met lange poten en een lange hals. Zij hebben een lange, rechte en stevige snavel. Ze hebben vrij korte tenen die aan de basis enigszins gewebd zijn.
Zij hebben enige kenmerken gemeen met de Gieren van de Nieuwe Wereld (Cathartidae), onder andere dat ze bij dreigende oververhitting hun poten met vloeibare uitwerpselen bedekken om zo door verdamping warmte te verliezen (urohidrosis). Zij hebben een statige manier van lopen en in tegenstelling tot de reigers vliegen ze met gestrekte hals. Zij zweven vaak groepsgewijs op de thermiek rond, soms tot grote hoogte.

## Leefwijze
Ooievaars houden van drassige gebieden en eten insecten, muizen, mollen, kleine reptielen, amfibieën en andere waterbewoners, hoewel sommigen ook aaseters zijn. Ze hebben geen roep omdat er spieren in hun keel ontbreken en gebruiken daarom snavelgeklepper om te communiceren. De vogels zijn monogaam.

## Samenstelling en evolutie
In de familie van de ooievaars worden zes geslachten geplaatst, in drie brede groepen: de "gapers" (Anastomus en Mycteria), de "reuzenooievaars" (Ephippiorhynchus, Jabiru en Leptoptilos) en de "eigenlijke" ooievaars (Ciconia). Tot de eigenlijke ooievaars worden naast de ooievaar nog zes andere moderne soorten gerekend, die worden gekarakteriseerd door rechte spitse snavels en een hoofdzakelijk zwart en wit verenkleed. Het nauwst verwant aan de ooievaar zijn de zwartsnavelooievaar (Ciconia boyciana) uit het oosten van Azië, die voorheen ook was geclassificeerd als ondersoort van de ooievaar, en de magoeari (C. maguari) uit Zuid-Amerika.

### Fossielen
Een Ciconia-fossiel, een distaal eind van een rechterhumerus is gevonden in Miocene lagen op Rusinga Island in het Victoriameer in Kenia. Het 24 tot 6 miljoen jaar oude fossiel betreft mogelijk een ooievaar of een zwarte ooievaar (C. nigra), die ongeveer dezelfde grootte en structuur van botten hebben. De lagen uit het midden van het Mioceen op Maboko leverden nog meer fossiele resten op.
De oudste fossiele vertegenwoordiger van de groep is uit het vroege Oligoceen van het Fayyum in Egypte en heeft de naam Palaeoephippiorhynchus dietrichi gekregen.

## Geslachten
Deze familie bestaat uit zes geslachten en 20 soorten:
- Geslacht Anastomus (2 soorten gapers)
- Geslacht Ciconia (8 soorten ooievaars, waaronder de gewone ooievaar)
- Geslacht Ephippiorhynchus (2 soorten ooievaars)
- Geslacht Jabiru (1 soort: Jabiroe)
- Geslacht Leptoptilos (3 soorten maraboes)
- Geslacht Mycteria (4 soorten nimmerzatten/kaalkopooievaar)

## Afbeeldingen

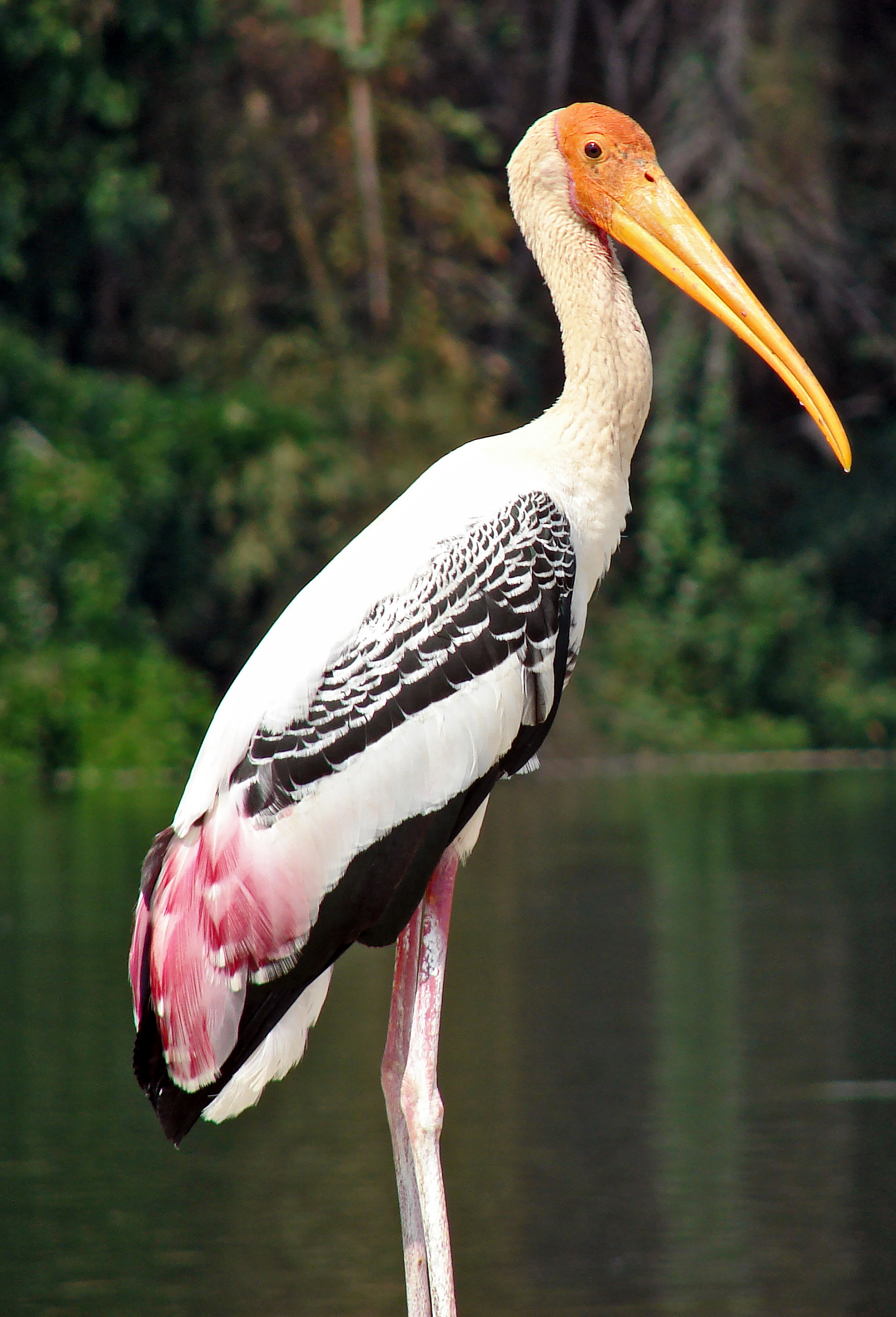
Indische nimmerzat (Mycteria leucocephala)
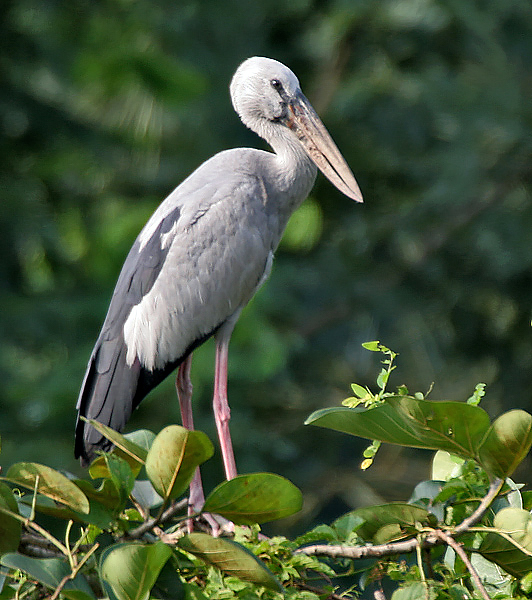
Indische gaper (Anastomus oscitans)
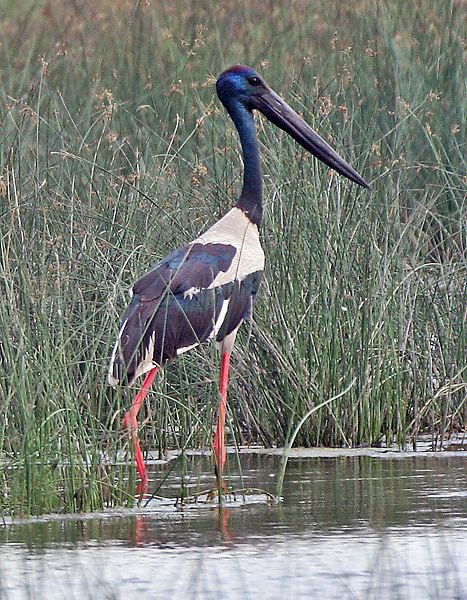
Zwarthalsooievaar (Ephippiorhynchus asiaticus)